# Aralia humilis
Aralia humilis là một loài thực vật có hoa trong Họ Cuồng. Loài này được Cav. mô tả khoa học đầu tiên năm 1797.